# Tribuszer Zoltánné
Tribuszer Zoltánné Aranyos Margit (1952), Tribuszerné a rendszerváltozás utáni Magyarország egyik legsikeresebb és legismertebb pénzügyi szélhámosa. Vállalkozása a piramisjátékok logikáját követte. A bankbetétek kamatait jóval meghaladó hozamot ígért befektetőinek, a lejáró befektetések „hozamát” az újabb befektetésekből fizette ki. Nevéhez fűződik a rendszerváltás idejének legtöbb embert érintő pénzügyi botránya.

## A komlói pilótajáték
Tribuszer Zoltánné a rendszerváltás előtt semmilyen üzleti tapasztalattal nem rendelkezett. Hosszabb ideig dolgozott a Komlói Szénbányák bérelszámolójaként, egy évet dolgozott vendégmunkásként Kelet-Németországban. 1977-ben ment férjhez. Férjével a rendszerváltás idején különváltak, az asszony pedig az egyre nehezebb körülmények között egyedül nevelte tovább gyermekét.
Tribuszernét a magyar gazdaság 1990-es évek eleji összeomlásakor bocsátották el a bányától. Egy ideig újságíróként dolgozott, majd munkanélküliként kárpótlási jegyekkel ügyeskedett: a kárpótlási jegyhez jutott, de azzal mit kezdeni nem tudó emberektől nyomott áron megvásárolta a jegyeket, majd azokat magasabb áron, olykor jelentős haszonnal adta tovább. A jegyek jelentette lehetőségre egyre többen felfigyeltek, így ez a pénzforrás 1993-ra kezdett bezárulni. Ekkor fordult Tribuszerné a piramisjáték felé.
Több ismerősétől kért kölcsön kisebb összegeket, majd a visszafizetési határidő lejártakor a kölcsönöket duplán fizette vissza. Az újabb kölcsönöket újabb precíz visszafizetések követték, így a városban hamarosan híre kelt, hogy Tribuszerné tehetséges üzletasszonyként egy prosperáló vállalkozást vezet. A kölcsönadni szándékozók száma 1992-ben elkezdett növekedni, igaz a befektetések hozama idővel egyre csökkent. Az asszony 1993-ban vásárolta meg a Tribu Bt-t, majd nem sokkal később a T és KG Kft.-t. Vállalkozásai főként a város környékén lakóktól gyűjtöttek befektetéseket, amelyekért cserébe igen magas, évi 120% körüli kamatot ígértek. (Ebben az időben az állampapírok is csak 30%-os éves hozamot ígértek.) Az 1990-es évek első felének gyors inflációjával terhelt időkben Tribuszerné ajánlata igen csábítóan csengett a kialakulatlan pénzügyi kultúrával rendelkező térségben. A két vállalkozás nem rendelkezett a hatósági jogkört gyakorló Bankfelügyelet engedélyével, ennek ellenére az ország majdnem teljes területére kiterjedő betétgyűjtésbe kezdett a vele szerződésben álló 130 üzletkötő segítségével. A potenciális ügyfelekkel a vállalkozás elhitette, hogy rendelkezik a pénzügyi tevékenység végzéséhez szükséges engedélyekkel, majd a tizenötezret is meghaladó számú ügyféltől 2,9 milliárd forintot kitevő tőkét gyűjtöttek. A vállalkozás a tőkegyűjtésen, illetve a lejáró befektetések kifizetésén kívül semmiféle olyan tevékenységet nem folytatott, amiből az ígért hozamokat kifizethette volna.
A vállalkozás 1994 áprilisában lepleződött le. A T és KG Kft. irodáit átkutató hatóságok 451 millió forintnyi készpénzt, 177 millió forintnyi értékpapírt és értéktárgyat foglaltak le. A könyvelési adatokból kiderült, hogy a vállalkozásnak nincs fedezete 1 milliárd forintnyi követelésre, és nem tudnak elszámolni 700 millió forint hollétével. A botrány kipattanása nem szegte Tribuszer Zoltánné kedvét. A bíróságnál vállalkozásai ellen beadott fizetési meghagyásokat rendre vitatta, ezzel akarván perre kényszeríteni a befektetőt. A bíróság által megállapított csőd ellen pedig fellebbezett, hogy megakadályozza a felszámolóbiztos tevékenységének megkezdését.
Az előzetesben ülő Tribuszerné az újságíróknak azt mondta, hogy cége tudna fizetni, ha végre őt kiengednék. Befektetőit azonban 1995. januári szabadon engedése után sem kezdte kifizetni, ellenben a vállalkozásai elleni folyamatokat külföldről érkező ajánlatok kezdték hátráltatni. Tribuszerné többször is vitatta a fennálló tartozás mértékét, illetve hamis szerződésekre hivatkozott. Állítása szerint a botrány kipattanásakor az ellene fordult értékesítők nagy mennyiségben gyártottak le visszadátumozott és hamis befektetéseket. Ezzel a tevékenységükkel szerinte 700 millió forinttal fújták fel a vállalkozás elleni követelések listáját.
Az adósságrendezési eljárásban kimondták, hogy Tribuszerné 14581 főnyi befektetőjének 1,35 milliárd forintnyi kárt okozott. Tribuszer Zoltánnét a Baranya Megyei Bíróság 1996. július 3-án főbüntetésként 9 év börtönre, mellékbüntetésként közügyektől eltiltásra és teljes vagyonelkobzásra ítélte. A másodfokon eljáró Legfelsőbb Bíróság 1997. július 1-én az elsőfokú ítéletet jóváhagyta, ezzel az jogerőre emelkedett. A szélhámos asszony személyes vagyona messze elégtelen volt a befektetők kártalanítására. A megtévesztett emberek pénzüknek csak 23%-át látták viszont.

## Szökésben
Tribuszer Zoltánné megszökött a rá váró börtönbüntetés elől. A rendőrség országos elfogatóparancsot adott ki ellene, az akkori gyanú szerint Magyarországon bujkált. A magyar hatóságok 1999 januárjában nemzetközi elfogatóparancsot adtak ki ellene. 1999 nyarán az ő szökésének köszönhetően született meg a jogban Lex Tribuszerné gúnynévvel illetett eljárási rendelkezés, amely a hosszú börtönre ítélt tettesek előzetes letartóztatásának szigorítását tartalmazta. Az asszony szökése alatt Budapesten élt, bár csendesen, de (egy vörös parókától eltekintve) lényegében konspiráció és rejtőzködés nélkül. A csalót végül több mint két évi bujkálás után, 1999. november 18-án Budapesten, a „rendőrpalotához” közeli bérelt lakásban fogták el. A börtönből 2005 februárjában szabadult.

## Újabb csalássorozat
Az asszony 2009-ben Mecsekjánosiban telepedett le, és egy idő után hozzálátott régi praxisának újraélesztéséhez. Ismét kölcsönkért ismerőseitől és ismét kölcsön is kapott, ám 2010 novemberében, mielőtt fizetnie kellett volna, bejelentette, hogy kirabolták. A rablást a rendőrség nem látta bizonyítottnak, így Tribuszernét 2012-ben a Komlói Városi Bíróság a hatóságok megtévesztésének kísérlete miatt hat hónapnyi felfüggesztett börtönre ítélte. Befektetőit kifizetni ezúttal sem tudta, így újra a vádlottak padjára került. A Komlói Járásbíróság 2014 májusában újabb nyolc évnyi börtönbüntetésre ítélte az asszonyt.